# Монтедземоло
Монтедзѐмоло (на италиански: Montezemolo; на пиемонтски: Monzemo, Мондземо) е село и община в Северна Италия, провинция Кунео, регион Пиемонт. Разположено е на 750 m надморска височина. Населението на общината е 229 души (1 януари 2023).